# Pieces
Pieces är den första EPn av svenska death metal-bandet Dismember, som gavs ut den 27 oktober 1992 av Nuclear Blast Records. Albumet återutgavs 2005 av Regain Records och lade till bonuslåtar från en live-spelning i Stockholm 1993. Det har gjorts en musikvideo med låten "Soon to Be Dead", av P. E. Eriksson, Henrik Wiman och Zeta Lorentzon.

## Låtförteckning

### Kassettversionen
1. "Intro" - 00:14
2. "Pieces" - 03:07
3. "I Wish You Hell" - 02:22
4. "Carnal Tomb" - 03:34
5. "Soon to Be Dead" - 01:54

### Bonuslåt på CD-versionen
1. "Torn Apart" - 4:42

### Bonuslåt på 12"
1. "Deathevocation"

### Låtar och bonuslåtar på återutgåvan
1. "Torn Apart" (på grund av ett fel, så är detta en studioversion)
2. "Pieces"
3. "Reborn In Blasphemy"
4. "Override of the Overture" (felnämnd "Overide" på baksidan av bookleten)
5. "Carnal Tomb"
6. "Skin Her Alive"
7. "Case # Obscene"
8. "I Wish You Hell"
9. "Bleed For Me"
10. "Deranged From Blood"

## Banduppsättning
- Matti Kärki - sång
- David Blomqvist - gitarr
- Robert Sennebäck - gitarr
- Richard Daemon - bas
- Fred Estby - trummor

## Medverkande
- Thomas Skogsberg - producent, ljudtekniker
- Markus Staiger - produktionsledare
- Zeta Lorentzon - omslagsdesign, video
- Henrik Wiman - omslagsdesign, video
- P. E. Eriksson - omslagsdesign, video
- Nicke Andersson - logotyp